# Бризон
Бризон (фр. Brizon) насеље је и општина у источној Француској у региону Рона-Алпи, у департману Горња Савоја која припада префектури Бонвил.
По подацима из 2011. године у општини је живело 457 становника, а густина насељености је износила 43,98 становника/km². Општина се простире на површини од 10,39 km². Налази се на средњој надморској висини од 950 метара (максималној 1.936 m, а минималној 707 m).

## Демографија
| 1962. | 1968. | 1975. | 1982. | 1990. | 1999. | 2011. |
| ----- | ----- | ----- | ----- | ----- | ----- | ----- |
| 376   | 326   | 300   | 301   | 337   | 383   | 457   |

График промене броја становника у току последњих година